# María de Suabia
María de Hohenstaufen o de Suabia (Arezzo, Toscana, Italia el 3 de abril de 1201- 29 de marzo de 1235) fue miembro de la poderosa dinastía de los Hohenstaufen que gobernó como reyes de Alemania desde 1138 hasta 1254.
Era la tercera hija de Felipe I duque de Suabia e Irene Ángelo, y estuvo casada con Enrique II, duque de Brabante. Sus abuelos paternos fueron Federico I Barbarroja, emperador del Sacro Imperio Romano Germánico y Beatriz de Borgoña, y los maternos el emperador bizantino Isaac II Ángelos y su primera esposa Herina Tornikaina. El emperador Federico II Hohenstaufen era su primo hermano.
En 1208, a la edad de siete años, María se quedó huérfana por la muerte inesperada de sus padres. El 21 de junio, su padre fue asesinado por Otón de Wittelsbach, y dos meses más tarde su madre murió al dar a luz a una niña, que no viviría más allá de la infancia.
El 22 de agosto de 1215, se casó con Enrique, heredero del ducado de Brabante (hoy Bélgica). Tuvieron seis hijos, y a través de ellos, María es ancestro de casi todas las casas reales de Europa: 
- Matilde de Brabante (1224 - 29 de septiembre de 1288), casada en primeras nupcias con Roberto I de Artois, de quien tuvo dos hijos, Roberto II de Artois y Blanca de Artois. Casó en segundas nupcias con Guido III, conde de Saint-Pol, de quien tuvo seis hijos.
- Beatriz de Brabante (1225 - 11 de noviembre de 1288), casada en primeras nupcias con Enrique, Landgrave de Turingia, y en segundo lugar con Guillermo III de Dampierre. Murió sin hijos.
- María de Brabante (1226 - 18 de enero de 1256), casada con Luis II, duque de Baviera. Fue decapitada por su marido bajo sospecha de infidelidad.
- Margarita de Brabante († 14 de marzo de 1277), abadesa de Herzogenthal.
- Enrique III, duque de Brabante (c. 1230 - 28 de febrero de 1261), se casó con Adelaida de Borgoña (c. 1233 - 23 de octubre de 1273), hija de Hugo IV, duque de Borgoña, con quien tuvo cuatro hijos, incluidos Enrique IV duque de Brabante, Juan I duque de Brabante y María de Brabante, reina consorte de Francia por su matrimonio con Felipe III de Francia.
- Felipe de Brabante que murió joven.

María de Hohenstaufen murió el 29 de marzo de 1235 en Lovaina, Ducado de Brabante, cinco días antes de cumplir treinta y cuatro años. Menos de seis meses después, su esposo sucedió a su padre como duque de Brabante.